# Aphthona chekanovskii
Aphthona chekanovskii là một loài bọ cánh cứng trong họ Chrysomelidae. Loài này được Konstantinov miêu tả khoa học năm 1998.